# Wolfgang Holoch
Wolfgang Holoch (* 22. Dezember 1947) ist ein ehemaliger deutscher Fußballspieler.

## Karriere
Er begann seine Karriere bei der SpVgg 07 Ludwigsburg. Hier war er mit seinen 22 Toren in der Saison 1970/71 maßgeblich am Aufstieg der 07er in die Regionalliga Süd beteiligt. Nach dem Aufstieg wechselte er gemeinsam mit seinem Mannschaftskameraden Günther Schuh zu den Stuttgarter Kickers. Nach einem Gastspiel beim 1. FC Nürnberg kehrte er in der Saison 1974/75 zu den Kickers zurück, wo er 1978 seine Profi-Karriere beendete. Er absolvierte 97 Spiele in der 2. Fußball-Bundesliga und erzielte dabei 25 Tore.
Heute ist Wolfgang Holoch Vorsitzender des schwäbischen Oberligisten SGV Freiberg.